# Fancsikapuszta
Fancsikapuszta Zsadány község része, mely a fancsikapusztai kastélyból és a hozzá tartozó majorságból áll; az épületegyüttes egy rövid bekötőúton érhető el a Körösszakál-Zsadány közti 4216-os útról. A hajdanán virágzó gazdaság mára megszűnt.

## Története
A honfoglalás után Fancsika önálló település lehetett, melyet az itt található feltételezett királysírok és korhányok bizonyíthatnak. Elnevezése a néphagyomány szerint: Fancsika, Fanchyka, Fanczika állítólag Attila hun király sok nyelven beszélő kémje, követe volt. A Kárpát-medencében még két másik Fancsika található, az egyik Debrecen közelében, a másik Ukrajnában Nagyszőlős mellett. 
A fancsikapusztai kastély egy kúria jellegű épület, mely a 19. század elején épült. A kúria eredetileg az okányi Schwartz földbirtokos család tulajdonában volt. Tőlük került az utolsó, a második világháború előtti tulajdonosához, a Fried családhoz. A Fried család Nagyváradon élt, az 1800-as évek második felében került birtokukba a fancsikai uradalom, amelyet a kor ízlésének megfelelően építettek, bővítettek tovább. 1941-ben összesen 12 zsidónak minősülő személy élt Zsadány-Fancsikapusztán. 1944. június 6-án egy zsadányi csendőr gyalog kísérte be a zsidókat a faluba, ahonnan szekéren vitték be őket Sarkadra, onnan Nagyváradra, majd az auschwitzi koncentrációs táborba kerültek. A Fried családnak Budapesten sikerült átvészelnie a holokausztot. A szovjet invázió után a kastély teljes berendezését széthordták. A deportálásból ketten tértek haza, Blau Jenő és Weisz Dezsőné, akik azonban rövidesen elhagyták Fancsikapusztát.
A háború után az épületben két-tantermes iskolát alakítottak ki, melyhez két tanítói lakás is tartozott. Az 1970-es évek közepén az iskola megszűnt, mivel a lakosság az 1959-es termelőszövetkezeti szervezés után fogyatkozni kezdett. A majorban volt bolt és Tsz. üzemegység is működött, de ezek mára már megszűntek. A rendszerváltást követően a területet kárpótlásként felosztották. A jelenlegi állapotot a "romhalmaz" jelző írja le a legkifejezőbben, a kúria őrizetlen és a környéke is lepusztult.